# غافريلوفكا فتورايا (تامبوف)
غافريلوفكا فتورايا (بالروسية: Гавриловка Вторая) هي مدينة في مقاطعة تامبوف أوبلاست في روسيا.